# Vitézy László
Vitézy László (Budapest, 1940. május 17. – 2024. február 2.) Kossuth- és Balázs Béla-díjas magyar filmrendező, forgatókönyvíró, producer.

## Életpályája
1954–58: a budapesti Balassi Bálint Gimnázium diákja. 1959–61: a Budapest Filmstúdió világosítója, 1963–69: a Mafilm segédoperatőre, 1969–73: a Színház- és Filmművészeti Főiskola film- és televíziórendező szakos hallgatója. 1972-ben egy tengerjáró magyar hajón bejárja a világot. 
1973–79: a Balázs Béla Stúdió vezetőségi tagja, 1979–81: a Híradó- és Dokumentumfilmstúdió rövidfilmrendezője, 1981: a Társulás Stúdió alapító játékfilmrendezője, 1988: a Mozgókép Demokratikus Szakszervezet egyik alapítója. 1990–93: a Független Szakszervezetek Demokratikus Ligája ügyvivője. 
Az 1970-es évek végétől a Magyar Televízió Pécsi Körzeti Stúdiójában is vállalt rendezői munkát, kezdetben a Pannon krónika című műsornál, majd később önálló dokumentumfilmek rendezőjeként.

## Családja
Testvérei: Vitézy Tamás üzletember és Vitézy András, Antall József volt tanácsadója, a BÁV egykori vezetője, a LRI korábbi miniszteri biztosa, jelenleg a Paksi Atomerőmű igazgatótanácsának a tagja. 
Első felesége Sípos Katalin szociológus, Orbán Viktor nagynénje. Ezen házasságából született leánya, Vitézy Zsófia, aki 2022 óta nagykövet Kolumbiában.
Második felesége Szegvári Katalin újságíró, gyermekük Vitézy Péter közgazdász.
Harmadik felesége Hankiss Ágnes pszichológus; fia Vitézy Dávid, a BKK volt vezérigazgatója, 2015-től miniszteri biztos. 
Negyedik felesége dr. Saáry Kornélia.

## Filmjei

### Rendező
- Tagfelvétel (1972) (producer és forgatókönyvíró is)
- Nevelésügyi sorozat I–V. (1973–75)
- Rejtett hiba (1975)
- Mecénások (1976)
- Hogy a lifttel mennyi baj van! (1977)
- Mit látnak az iskolások? (1977)
- Leleplezés (1978–79) (forgatókönyvíró is)
- Békeidő (1979)
- Kollektív ház (1980)
- Vörös föld (1982)
- Reformgondolatok (1984)
- Érzékeny búcsú a fejedelemtől (1986) (forgatókönyvíró is)
- Majd holnap (1987)
- Úgy érezte, szabadon él (1987)
- Komor ég alatt (1988)
- Hit (1989)
- A legvidámabb barakk (1991)
- Magyar töredék (1992)
- Katonafilm (1992)
- Kavics a síron (1996)
- Az Illés-sztori (2000)
- Becsület napja Demecser (2005)
- A Hortobágy legendája (2007) (forgatókönyvíró is)
- Égi madár (2011) (forgatókönyvíró is)
- Pillangó (2012) (forgatókönyvíró is)
- A galamb papné (2013) (forgatókönyvíró is)
- A fekete bojtár (2015) (forgatókönyvíró is)
- Csandra szekere (2017) (forgatókönyvíró is)
- A színésznő (2018) (forgatókönyvíró is)
- Házasságtörés (2019) (forgatókönyvíró is)
- Az énekesnő (2022) (forgatókönyvíró is)

### Operatőr
- Fellebbezés (1972)
- Fogadalomtétel (1974)
- Hószakadás (1974)

### Színész
- Forró vizet a kopaszra! (1972)
- Tűrhető Lajos (1988)
- Jézus Krisztus horoszkópja (1989)
- Indexre téve (2010)

### Producer
- Huttyán (1996)
- Rádió…, Feketezene…, FM98 (2000)
- Porrajmos – Cigány Holokauszt (2000)
- Mostohák (2000)
- Szegény kisfiú (2001)
- Rabszolgavásár I–II. (2001–03)
- Emberek – Homo provincialis (2001)

## Könyve
- Vicsek Ferenc–Vitézy László: Úgy érezte, szabadon él. Egy film és ami kimaradt belőle; Szabad Tér, Bp., 1989

## Díjai, elismerései
- A Mannheimi Filmfesztivál nagydíja (1980 – Békeidő)
- Balázs Béla-díj (1980)
- Filmszemle díja (1983 – Vörös föld) – Legjobb rendezés díja
- SZOT-díj (1987)
- MTV-nívódíj (2001)
- Szkíta Aranyszarvas díj (2013)
- Érdemes művész (2014)
- Kiváló művész (2020)
- Sára-Csoóri Életműdíj (2021)
- Kossuth-díj (2023)